# Lepidotrigla grandis
Lepidotrigla grandis är en fiskart som beskrevs av Ogilby, 1910. Lepidotrigla grandis ingår i släktet Lepidotrigla och familjen knotfiskar. Inga underarter finns listade i Catalogue of Life.